# Tarr KSC Szekszárd
Az Tarr KSC Szekszárd Szekszárd város női profi kosárlabda-csapata.

## A klub története
1975-ben szerepelt a klub először a női élvonalban. A saját nevelésű játékosökkal felálló csapat vezetőedzője Buttás Pál volt, a csapat Szekszárdi Vasas Sport Kör néven játszotta mérkőzéseit. 1988 februárjában alakult meg a Kosárlabda Sport Club Szekszárd, 1989 óta pedig a Szekszárd Városi Sportcsarnokban játssza hazai találkozóit. 1991-ben igazolt a csapathoz az első külföldi játékos, míg 2005-ben az első amerikai kosárlabdázó. 2000-ig a klub nehéz anyagi helyzete is meghatározta a csapat szereplését, ekkor a Paksi Atomerőmű lett a csapat névadó szponzora. A 2001-2002-es idényben érte el a klub addigi legjobb bajnoki helyezését, egy negyedik helyet, a 2017-2018-as szezonban pedig Magyar Kupa-győzelmet ünnepelhettek.
2020 márciusában újból döntőt játszottak a Magyar Kupában, azonban a Sopron Basket 54–42 arányban jobbnak bizonyult.
A 2020-2021-es idényben bejutott a csapat az Európa-kupa négyes döntőjébe, ahol a 3. helyet szerezte meg,a bronzmérkőzésen a francia Carolo Basket csapatát 68–55-re legyőzve. A szezonban bajnoki ezüstérmet szereztek, a döntőt a Sopron Basket ellen vesztették el 3-1-es összesítéssel.
A 2021-2022-es idényben az Atomerőmű története során először bejutott az Euroliga csoportkörébe, miután a selejtezőben legyőzte a török Kayseri és a romániai Sepsiszentgyörgy csapatát.
A 2021-2022-es idényben a Magyar Bajnokság 2. helyén végzett a csapat, a februári Killik László Női Magyar Kupa miskolci döntőjében pedig a 3. helyen végzett.
2023 szeptemberétől a klub névadó szponzort váltott és Tarr KSC Szekszárd néven szerepel tovább.

## A 2020-2021-es szezon kerete
| Játékosok | Edzők |           |                      |          |                                |                        |
| \| Poszt \| Mezszám \| Ország \| Név \| Magasság \| Életkor \| Korábbi csapat \| \| ----- \| ------- \| ------ \| -------------------- \| -------- \| ------------------------------ \| ---------------------- \| \| 2-3 \| 3 \| \| Theodoreán Alexandra \| 178 cm \| 1991. március 19. (34 éves) \| PINKK-Pécsi 424 \| \| 1 \| 4 \| \| Studer Zsuzsanna \| 170 cm \| 1995. június 29. (29 éves) \| utánpótlás \| \| 2-3 \| 7 \| \| Miklós Melinda \| 180 cm \| 2003. október 10. (21 éves) \| utánpótlás \| \| 1 \| 9 \| \| Studer Ágnes \| 168 cm \| 1998. szeptember 10. (26 éves) \| utánpótlás \| \| 2-3 \| 10 \| \| Gereben Lívia \| 183 cm \| 1999. november 5. (25 éves) \| Kecskemét \| \| 3-4 \| 13 \| \| Bálint Réka \| 182 cm \| 1991. március 6. (34 éves) \| Aluinvent DVTK Miskolc \| \| 4-5 \| 14 \| \| Sara Krnjic \| 192 cm \| 1991. július 15. (29 éves) \| UNI Győr \| \| 4-5 \| 20 \| \| Horváth Dóra \| 185 cm \| 1998. december 30. (26 éves) \| Aluinvent DVTK Miskolc \| \| 3-4 \| 66 \| \| Holcz Rebeka \| 178 cm \| 2004. június 3. (20 éves) \| utánpótlás \| \| 4 \| \| \| Zele Dorina \| 185 cm \| 1992. február 13. (33 éves) \| Aluinvent DVTK Miskolc \| \| 4-5 \| \| \| Cyesha Goree \| 190 cm \| 1993. augusztus 4. (31 éves) \| Aluinvent DVTK Miskolc \| \| 3 \| \| \| Maja Skoric \| 185 cm \| 1989. november 10. (35 éves) \| Aluinvent DVTK Miskolc \| \| 2 \| \| \| Zala Friskovec \| 179 cm \| 1999. október 10. (25 éves) \| NKE-FCSM Csata \| | Vezetőedző Zeljko Djokic Edző(k) Pásztori István Horváth Zsófia Megjegyzés, jelmagyarázat A vastagon szedettek válogatott játékosok. Forrás |           |                      |          |                                |                        |
| Poszt | Mezszám | Ország    | Név                  | Magasság | Életkor                        | Korábbi csapat         |
| 2-3 | 3 | HUN       | Theodoreán Alexandra | 178 cm   | 1991. március 19. (34 éves)    | PINKK-Pécsi 424        |
| 1 | 4 | HUN       | Studer Zsuzsanna     | 170 cm   | 1995. június 29. (29 éves)     | utánpótlás             |
| 2-3 | 7 | HUN       | Miklós Melinda       | 180 cm   | 2003. október 10. (21 éves)    | utánpótlás             |
| 1 | 9 | HUN       | Studer Ágnes         | 168 cm   | 1998. szeptember 10. (26 éves) | utánpótlás             |
| 2-3 | 10 | HUN       | Gereben Lívia        | 183 cm   | 1999. november 5. (25 éves)    | Kecskemét              |
| 3-4 | 13 | HUN       | Bálint Réka          | 182 cm   | 1991. március 6. (34 éves)     | Aluinvent DVTK Miskolc |
| 4-5 | 14 | SRB · HUN | Sara Krnjic          | 192 cm   | 1991. július 15. (29 éves)     | UNI Győr               |
| 4-5 | 20 | HUN       | Horváth Dóra         | 185 cm   | 1998. december 30. (26 éves)   | Aluinvent DVTK Miskolc |
| 3-4 | 66 | HUN       | Holcz Rebeka         | 178 cm   | 2004. június 3. (20 éves)      | utánpótlás             |
| 4 | | HUN       | Zele Dorina          | 185 cm   | 1992. február 13. (33 éves)    | Aluinvent DVTK Miskolc |
| 4-5 | | USA · HUN | Cyesha Goree         | 190 cm   | 1993. augusztus 4. (31 éves)   | Aluinvent DVTK Miskolc |
| 3 | | SRB       | Maja Skoric          | 185 cm   | 1989. november 10. (35 éves)   | Aluinvent DVTK Miskolc |
| 2 | | szlovén   | Zala Friskovec       | 179 cm   | 1999. október 10. (25 éves)    | NKE-FCSM Csata         |

| Poszt | Mezszám | Ország    | Név                  | Magasság | Életkor                        | Korábbi csapat         |
| ----- | ------- | --------- | -------------------- | -------- | ------------------------------ | ---------------------- |
| 2-3   | 3       | HUN       | Theodoreán Alexandra | 178 cm   | 1991. március 19. (34 éves)    | PINKK-Pécsi 424        |
| 1     | 4       | HUN       | Studer Zsuzsanna     | 170 cm   | 1995. június 29. (29 éves)     | utánpótlás             |
| 2-3   | 7       | HUN       | Miklós Melinda       | 180 cm   | 2003. október 10. (21 éves)    | utánpótlás             |
| 1     | 9       | HUN       | Studer Ágnes         | 168 cm   | 1998. szeptember 10. (26 éves) | utánpótlás             |
| 2-3   | 10      | HUN       | Gereben Lívia        | 183 cm   | 1999. november 5. (25 éves)    | Kecskemét              |
| 3-4   | 13      | HUN       | Bálint Réka          | 182 cm   | 1991. március 6. (34 éves)     | Aluinvent DVTK Miskolc |
| 4-5   | 14      | SRB · HUN | Sara Krnjic          | 192 cm   | 1991. július 15. (29 éves)     | UNI Győr               |
| 4-5   | 20      | HUN       | Horváth Dóra         | 185 cm   | 1998. december 30. (26 éves)   | Aluinvent DVTK Miskolc |
| 3-4   | 66      | HUN       | Holcz Rebeka         | 178 cm   | 2004. június 3. (20 éves)      | utánpótlás             |
| 4     |         | HUN       | Zele Dorina          | 185 cm   | 1992. február 13. (33 éves)    | Aluinvent DVTK Miskolc |
| 4-5   |         | USA · HUN | Cyesha Goree         | 190 cm   | 1993. augusztus 4. (31 éves)   | Aluinvent DVTK Miskolc |
| 3     |         | SRB       | Maja Skoric          | 185 cm   | 1989. november 10. (35 éves)   | Aluinvent DVTK Miskolc |
| 2     |         | szlovén   | Zala Friskovec       | 179 cm   | 1999. október 10. (25 éves)    | NKE-FCSM Csata         |

## Sikerek
- Magyar Kupa- 3.hely: 2021-22
- Magyar Bajnokság 2. hely 2021-22
- FIBA EuroCup Women 3. hely 2020-21
- Magyar Bajnokság 2. hely 2020-21
- Magyar Kupa- 3.hely: 2020-21
- Magyar Kupa- 2.hely: 2019-20
- Magyar Kupa- 2.hely: 2018-19
- Magyar Kupa-győztes: 2017-2018[7]
- Magyar Bajnokság 2. hely 2017-2018[8]
- Magyar Bajnokság 2. hely 2016-2017[9]

## További információ
- http://www.kscszekszard.hu A klub honlapja